# Schwabenspiegel
Schwabenspiegel, ursprungligen benämnd lands- och länsrättsbok, sedermera kejsarrätt, kallas från början av 1600-talet en sydtysk samling av lagar och förordningar, vilken, av okänd författare (troligen i Augsburg) skriven på högtyska, daterar sig från tiden omkring 1275. Med den så kallade "Deutschenspiegel" (en bearbetning av den nordtyska Sachsenspiegel) som huvudkälla innehåller den även bayersk och alemannisk folkrätt, frankiska kapitularier, utdrag ur bland annat mosaisk, romersk och kanonisk rätt. Spridd i en mängd handskrifter, av vilka över 200 finns bevarade, och översatt till franska, tjeckiska och latin fick den användning i Sydtyskland, Schweiz och Österrike.
Schwabenspiegel har utgivits av bland andra Joseph von Lassberg (1840), Wilhelm Wackernagel (samma år) och Heinrich Gottfried Philipp Gengler (1853, andra upplagan 1875).